# Campyloneurum costatum
Campyloneurum costatum là một loài thực vật có mạch trong họ Polypodiaceae. Loài này được (Kunze) C. Presl miêu tả khoa học đầu tiên năm 1836.